# Чеботарёв, Константин Константинович

«Красная армия» (1917), Национальная художественная галерея «Хазинэ»

Константин Константинович Чеботарёв (1892, Юрминск Белебеевского уезда Уфимской губернии — 1974, Москва) — русский и советский художник, лидер казанского художественного авангарда 1920-х годов. Работал как в живописи и графике, так и как театральный художник.

## Биография
Родился 8 февраля 1892 года в семье зажиточного крестьянина. Учился в Казани, в 1917 году окончил Казанскую художественную школу, в которой одним из его преподавателей был Николай Фешин. В 1914 году посетил Крым, после этого некоторое время работал в импрессионистском стиле, но позже отошёл от него.
В 1917 году стал лидером объединения художников, называвших себя «Союз Подсолнечник». Объединение провозгласило целью борьбу с «отжившим искусством». Первая выставка группы, фактически представлявшей собой течение художественного авангарда, состоялась в 1918 году. Из 305 выставленных работ 50 принадлежали Чеботарёву. В этот период он в основном создаёт произведения, составленные из композиций геометрических форм. Наиболее известная его работа — «Красная армия» (1917).
В 1919 году Чеботарёв был мобилизован в армию Колчака и вернулся в Казань лишь в 1921 году.
В начале 1920-х годов художник стоял у истоков Высших Свободных художественно-технических мастерских (АРХУМАС), впоследствии Казанского художественно-технического института, где по инициативе Фешина, заведовавшего учебной частью, он преподавал живопись, рисунок и композицию.
Казань в 1920-е годы была уже признанным центром авангарда. С 1920 года выходил альманах «Всадник», к которому по возвращении из армии присоединился Чеботарёв. Он также работал в Казанском молодёжном театре «КЭМСТ» и оформил несколько постановок.
В 1926 году Чеботарёв переехал в Москву, где также работал театральным художником.
В 1930-е годы он, хотя и не был репрессирован, потерял всякую возможность выставляться. С 1940 года он подавал заявления в МОСХ (Московский Союз Художников), но был туда принят лишь в 1970 году. В послевоенный период жил в Новогиреево г. Москвы, где были созданы последние картины. 
Скончался в Москве 21 мая 1974 года. Похоронен на кладбище Новогиреево.